# Lothar Stengel-von Rutkowski
Lothar August Arnold Stengel-von Rutkowski (* 3. September 1908 in Hofzumberge/Kurland, heute Tērvete, Lettland; † 24. August 1992 in Wittmund, Deutschland) war Arzt, Dichter und Vertreter der nationalsozialistischen Rassenhygiene.

## Biografie

### Vor 1945
Lothar von Rutkowski entstammte einer alten deutsch-baltischen Familie. Sein Vater war der evangelische Pfarrer Arnold von Rutkowski, seine Mutter Elisabeth von Bahder. Im Alter von zehn Jahren erlebte er die Ermordung seiner Eltern durch die Bolschewiki. Zusammen mit seinem Bruder übersiedelte er nach Deutschland, wo er in Marburg an der Lahn vom Historiker Edmund E. Stengel adoptiert wurde. Mit der „Rassenfrage“ begann er sich nach dem Jahr 1927 zu beschäftigen und studierte die Werke von Fritz Lenz und Hermann Muckermann. In Marburg besuchte er das Gymnasium Philippinum, wo er 1928 sein Abitur ablegte. Er war Mitglied in der Deutschen Knappenschaft, den Junghessen und im Jungstahlhelm. Von 1928 bis 1933 studierte er Medizin, Anthropologie und Rassenhygiene in München, Marburg und Wien. Er war Mitglied des völkischen Jugendbundes Adler und Falken. In München wurde er Mitglied in der Gilde Greif München.
Im April 1930 trat Stengel-von Rutkowski der NSDAP (Mitgliedsnummer 223.103) und im November 1930 der SS (Mitglieds-Nr. 3.683) bei. In der SS folgte am 24. März 1934 die Ernennung zum Sturmführer (ff. Untersturmführer genannt), am 12. September 1937 zum Hauptsturmführer und 1939 zum Sturmbannführer.
Nach seinem Studium war Stengel-von Rutkowski bis 1934 als Leiter der Rassenhygienischen Abteilung des Rasse- und Siedlungshauptamtes (RuSHA) der SS in München tätig. Bei der Gründung des Rasseamtes war er im Referat für Gesundheitszeugnisse zuständig.
Im Jahr 1934 wurde er eingebürgert und heiratete Monika Hoppe. Aus dieser Ehe gingen fünf Kinder hervor. 1934 legte er sein Staatsexamen ab.
Karl Astel holte ihn 1933 als Abteilungsleiter des Thüringischen Landesamtes für Rassewesen nach Weimar. Seit November 1934 leitete er die Abteilung Lehre und Forschung des Weimarischen Rasseamtes an der Universität Jena. Dort avancierte er zum engsten Mitarbeiter von Karl Astel. Mit dem Rassentheoretiker Hans F. K. Günther war Rutkowski eng befreundet. Unter Astel, der später für Stengel-von Rutkowskis Sohn Witigo die Patenschaft bei der heidnischen Namensweihe übernahm, avancierte Stengel-von Rutkowski zu den Hauptbetreibern einer „Deutschen Biologie“ und „Deutschen Philosophie“. Mit seinen „pseudo-biophilosophischen“ und rassentheoretischen Aussagen in seinen Publikationen beeinflusste er große Teile der Bevölkerung. Im Jahr 1936 wurde er als Richter an das Jenaer Erbgesundheitsgericht berufen. Seit dem 1. Oktober 1937 war er Regierungs- und Medizinalrat.
1938 wurde er in Jena mit seiner Arbeit Die Fortpflanzung der thüringischen Bauern promoviert.
Ab 1940 war er Dozent für Rassenhygiene, Kulturbiologie und rassenhygienische Philosophie an der Medizinischen Fakultät. Im gleichen Jahr wurde er stellvertretender Gaudozentenführer. Mit seiner Arbeit „Was ist ein Volk?“ hat er sich 1941 in Jena habilitiert. Eine der Aufgaben Stengel-von Rutkowskis war es, für die SS in Jena „eine große Sammelstätte aller für die Geschichte der Rassenidee bedeutungsvollen Dokumente“ einzurichten. In diesem Zusammenhang verwaltete er den Nachlass von Wilhelm Schallmayer und bemühte sich um die Archive von Alfred Ploetz und Ernst Rüdin. Neben der Verbreitung rassenhygienischen und kulturbiologischen Gedankengutes setzte sich Stengel-von Rutkowski auch für die Ideen Ernst Haeckels ein. Stengel-von Rutkowskis Definition von Rasse prägte maßgeblich die NS-Ideologie und fand Einzug in das NS-Wörterbuch aus dem SS-Amt.
Stengel-von Rutkowski war Mitherausgeber von Jakob Wilhelm Hauers Zeitschrift „Deutscher Glaube. Monatsschrift für arteigene Lebensgestaltung, Weltschau und Frömmigkeit“, die zwischen April 1934 und Februar 1944 erschien. In der am 29./20. Juli 1933 gegründeten und bis Mai 1934 bestehenden Arbeitsgemeinschaft Deutsche Glaubensbewegung war er für die Adler und Falken Mitglied des Führerrats.
Seit 1940 wurde er als Truppenarzt der Waffen-SS mehrfach auf dem Balkan, in der Sowjetunion und bei der „Bandenbekämpfung“ in Griechenland eingesetzt. 1944 war er Hauptabteilungsleiter im Heiratsamt des Rasse- und Siedlungshauptamtes der SS. Seit Januar 1944 war er als Arzt im RuSHA in Prag tätig. Er geriet 1945 in sowjetische Kriegsgefangenschaft.

### Nach 1945
Aufgrund seines politischen Engagements in der Wissenschaft und seiner persönlichen Nähe zum NS-Staat wurde Stengel-von Rutkowski am 13. September 1945 in Abwesenheit aus dem öffentlichen Dienst entlassen. In der Sowjetischen Besatzungszone wurden diverse seiner Schriften auf die Liste der auszusondernden Literatur gesetzt. Im Juli 1949 kehrte er nach vier Jahren Gefangenschaft in Russland nach Marburg zurück, wo er ein Rechtfertigungsmanuskript mit dem Titel Der Rassengedanke in Wissenschaft und Politik verfasste.
Im Jahr 1954 absolvierte Stengel-von Rutkowski ein Amtsarztexamen in Düsseldorf und von 1958 bis 1972 war er als Amtsarzt des Kreises Waldeck in Korbach sowie als praktischer Arzt tätig und wurde führendes Mitglied „rassistisch-religiöser Vereine“. Laut Isabel Heinemann, die sich auf seine Akte im Berlin Document Center (BDC) beruft, war er Mitglied der Deutschen Unitarier Religionsgemeinschaft. Zusammen mit Jakob Wilhelm Hauer gründete Stengel-von Rutkowski am 4. April 1956 die „Freie Akademie“ (Eintragung in das Vereinsregister am 6. Januar 1957 in Nürnberg). Von 1956 bis 1972 war er deren „wissenschaftlicher Sekretär“. Nach Hauers Tod 1962 wurde er Vorsitzender der Akademie. Seinen Ruhestand ab 1972 verbrachte er in Korbach, wo er zahlreiche Gedichtbände verfasste. Im Jahr 1992 bekannte Stengel-von Rutkowski sich in einem Schreiben schuldig am Tod seiner 1916 geborenen Schwester Gisela, die psychisch erkrankt war und am 13. Juni 1941 in der Tötungsanstalt Hadamar ermordet wurde.

## Veröffentlichungen
- Rasse und Geist. In: Nationalsozialistische Monatshefte. Jahrgang 4, Heft 35 (Februar) 1933, S. 86–90
- Grundzüge der Erbkunde und Rassenpflege. Langewort, Berlin-Lichterfelde 1934. 3. erg. Aufl. 1939; 4. unv. Aufl. 1943
- Hans F. K. Günther, der Vorkämpfer für den nordischen Gedanken. Eher, München 1936
- Das Reich dieser Welt. Lieder und Verse eines Heiden. Wölund, Erfurt 1937 (Gedichte)
- Deutsch auch im Glauben. Sigrune, Erfurt 1939
- Die unterschiedliche Fortpflanzung der 20000 thüringischen Bauern. Lehmanns, München 1939
- Der Gang durch das Jahr. Lyrische Aquarelle. Sigrune, Erfurt 1939 (Gedichte)
- Was ist ein Volk? Der biologische Volksbegriff. Eine kulturbiologische Untersuchung seiner Definition und seiner Bedeutung für Wissenschaft, Weltanschauung und Politik. Kurt Stenger, Erfurt 1940 (Habilschrift)
- Wissenschaft und Wert. Fischer, Jena 1941
- Von Allmacht und Ordnung des Lebens. Nordland, Berlin 1942
- Das naturgesetzliche Weltbild der Gegenwart. Nordland, Berlin 1943
- Spur durch die Dünen der Zeit. Marburger Spiegel, Marburg 1958 (Gedichte)
- Die Gesichte des Einhorns. Hohenstaufen, Bodman 1968 (Gedichte)
- Auf der Suche nach neuen weltanschaulichen Behausungen. Zs. Wirklichkeit und Wahrheit, Heft 3/74
- Lebensreligion und Wertidealismus. Studien zur Arbeit der Freien Akademie 24, Tübingen 1977
- Die Arbeit der freien Akademie 1956–1976., Zs. Wirklichkeit und Wahrheit, 1977, Heft 2
- Vogelflug und Seinsminute. Hohenstaufen, Bodman 1978 (Gedichte)
- Im Spiegel des Seins. Hohenstaufen, Bodman 1983 (Gedichte)
- Der Wanderer. Bilder zwischen Tag und Traum. Gedichte. Edition L, Lossburg 1988 (Gedichte)
- Zaubereien in Bild und Wort. Hagel, Korbach 1990
- Jahreslauf und Lebensspur. Frühe Gedichte. Europäischer Verlag, Wien 1990 (Gedichte)